# 론 반 클리프
론 반 클리프(Ron van Clief, 1943년 1월 25일 ~ )는 미국의 배우이다.
브루클린에서 태어났다.

## 영화
- 이소룡과 쿵후 매니아 (1992년)
- 피스트 오브 피어, 터치 오브 데스 (1980년)
- 스퀴즈 (1978년)
- 용쟁호투정무혼 (1975년)